# Eugen Pusić
Eugen Pusić (* 1. Juli 1916 in Zagreb; † 20. September 2010) war ein jugoslawischer Rechtswissenschaftler, Hochschullehrer und Politiker.

## Biografie
Nach dem Schulbesuch studierte er Rechtswissenschaft an der Universität Zagreb und schloss dieses Studium 1939 mit der Promotion ab. Nach dem Zweiten Weltkrieg begann er zunächst eine Tätigkeit in der Staatsverwaltung und war zwischen 1945 und 1946 Leiter für Soziales des Volkskomitees von Zagreb und anschließend zwischen 1946 und 1955 Sekretär (Minister) für Gesundheit und Soziales der Sozialistischen Republik Kroatien.
Danach begann er seine Laufbahn als Hochschullehrer und war zunächst 1955 Dozent und dann Außerordentlicher Professor, ehe er 1961 den Ruf als Professor für Rechtswissenschaften an der Fakultät für Verwaltungswissenschaften an der Universität Zagreb annahm. Seine Lehrtätigkeit übte er bis zu seiner Emeritierung 1986 aus.
Daneben war er auch mehrmals Experte der Vereinten Nationen für soziale Angelegenheiten und von 1964 bis 1965 Berater des damaligen Generalsekretärs der Vereinten Nationen Sithu U Thant. Über viele Jahre war er im Internationalen Rat für Soziale Wohlfahrt engagiert und zunächst von 1956 bis 1960 Mitglied des Exekutivkomitees und anschließend Vizepräsident, ehe er von 1964 bis 1968 schließlich Präsident dieser Organisation war. Außerdem war er von 1976 bis 1980 Präsident der Vereinigung für Verwaltungswissenschaft und Verwaltungspraxis der Sozialistischen Föderativen Republik Jugoslawien (SFRJ).
Während seiner langjährigen Lehrtätigkeit war er außerdem mehrfach Gastprofessor und lehrte als solcher 1963 an der University of Manchester, 1969 an der University of California, Berkeley, 1970 an der University of Pennsylvania sowie 1972 an der University of Chicago. Außerdem war er als Gastforscher (Fellow) am Institut für Soziale Studien (ISS) in Den Haag, am Center for Advanced Study in the Behavioral Sciences der Stanford University sowie 1981 am Woodrow Wilson International Center for Scholars tätig.
Für seine Verdienste wurde er 1975 zuerst Assoziiertes Mitglied und schließlich 1983 Ordentliches Mitglied der damaligen Jugoslawischen und heutigen Kroatischen Akademie der Wissenschaften und Künste. Darüber hinaus war er Mitglied der Slowenischen Akademie der Wissenschaften und Künste.
Pusić verfasste 35 Fachbücher und mehr als 1300 Fachaufsätze und Artikel und wurde nicht nur 1965 mit dem Božidar-Adžija-Preis, sondern für sein Buch Lokalna zajednica (Lokale Gemeinschaften) auch 1970 mit dem René-Sand-Preis, der höchsten Auszeichnung des Internationalen Rates für Soziale Wohlfahrt, geehrt. 1985 veröffentlichte er sein Buch Društvena regulacija (Soziale Kontrolle) und 1990 erhielt er den Vladimir-Bakarić-Preis für Upravni sistemi (Verwalten von Systemen). Darüber hinaus wurde ihm für sein Lebenswerk der Preis der SFRJ verliehen.